# Stavenisser Molen
De Stavenisser molen is de aanduiding van de naamloze korenmolen in Stavenisse in de Nederlandse provincie Zeeland.
De molen is in 1801 gebouwd ter vervanging van een standerdmolen die het jaar daarvoor omgewaaid was. Tot 1964 bleef de molen op windkracht in gebruik. Het jaar daarna kwam de molen in eigendom van een Rotterdams transportbedrijf en werden er pogingen gedaan de molen tot vakantiewoning in te richten. Het binnenwerk bleef echter gespaard en in 1976 kwam de molen in eigendom van de gemeente Tholen. In 1983 en 1984, 2004 en 2006 werden restauraties aan de molen uitgevoerd. De molen wordt vaak in bedrijf gesteld door een vrijwillig molenaar.
De roeden van de molen hebben een lengte van 21,50 meter en zijn voorzien van het Van Busselsysteem met zeilen. De molen is ingericht met twee koppels maalstenen en diverse andere werktuigen voor het maalbedrijf.